# Aire d'attraction de Sainte-Menehould
L'aire d'attraction de Sainte-Menehould est un zonage d'étude défini par l'Insee pour caractériser l’influence de la commune de Sainte-Menehould sur les communes environnantes. Publiée en octobre 2020, elle se substitue à l'aire urbaine de Sainte-Menehould, qui comportait 8 communes dans le zonage de 2010.

## Définition
L'aire d'attraction d'une ville est composée d’un pôle, défini à partir de critères de population et d’emploi ainsi que d’une couronne constituée des communes dont au moins 15 % des actifs travaillent dans le pôle. Le pôle d’attraction constitue ainsi un point de convergence des déplacements domicile-travail,.

## Géographie
L’aire d'attraction de Sainte-Menehould est une aire inter-départementale qui comporte 50 communes : 39 situées dans la Marne, 8 dans la Meuse et 3 dans les Ardennes. 

### Carte

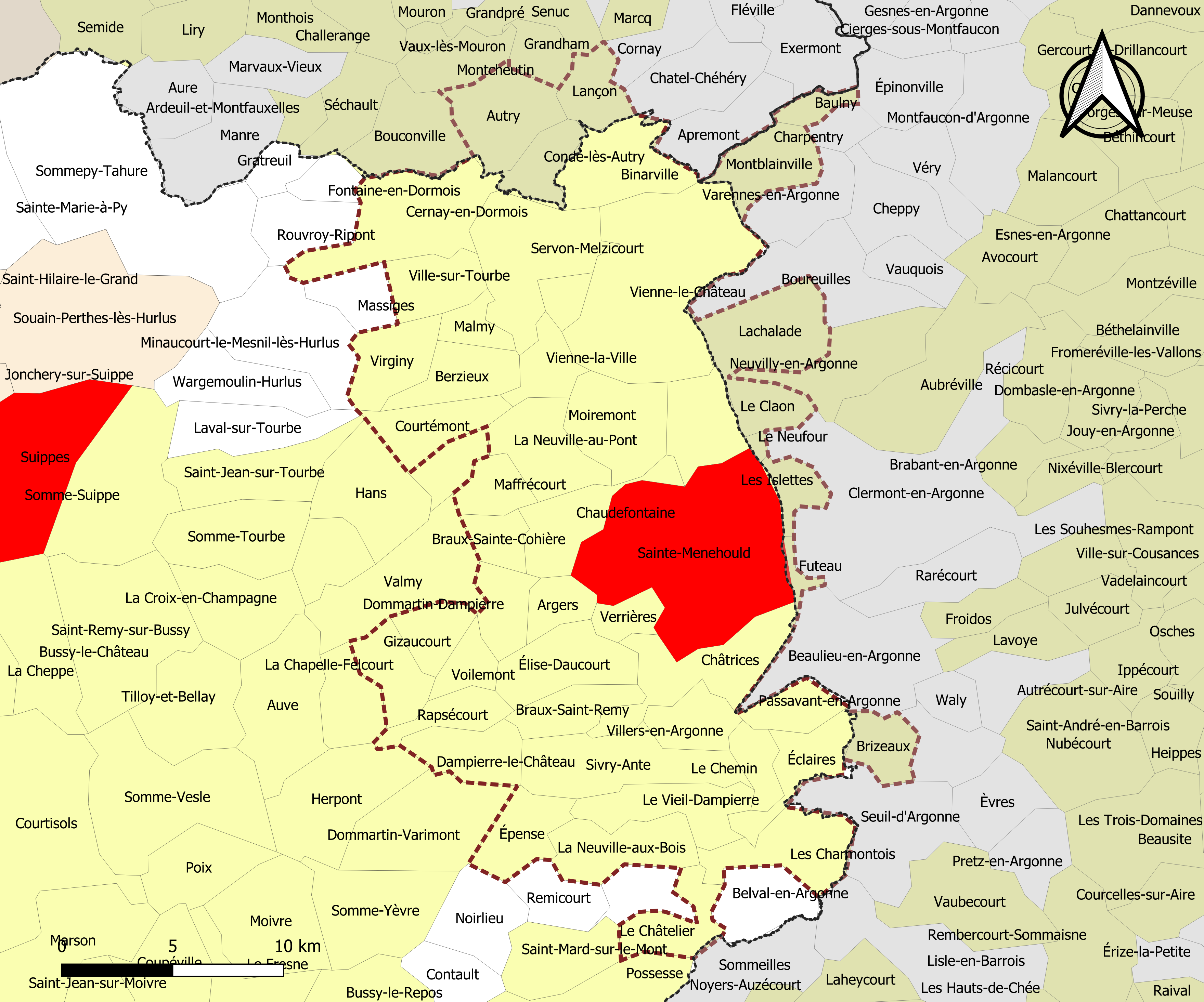
Carte de l'aire d'attraction de Sainte-Menehould.
Commune-centre
Commune de la couronne

### Composition communale
| Catégorie               | Département | Communes | Communes |
| Catégorie               | Département | Nombre   | Libellé |
| ----------------------- | ----------- | -------- | --- |
| Commune-centre          | Marne       | 1        | Sainte-Menehould. |
| Communes de la couronne | Marne       | 38       | Argers, Berzieux, Binarville, Braux-Sainte-Cohière, Braux-Saint-Remy, Cernay-en-Dormois, La Chapelle-Felcourt, Les Charmontois, Le Châtelier, Châtrices, Chaudefontaine, Le Chemin, Courtémont, Dampierre-le-Château, Dommartin-Dampierre, Éclaires, Élise-Daucourt, Épense, Florent-en-Argonne, Gizaucourt, Maffrécourt, Malmy, Moiremont, La Neuville-aux-Bois, La Neuville-au-Pont, Passavant-en-Argonne, Rapsécourt, Saint-Thomas-en-Argonne, Servon-Melzicourt, Sivry-Ante, Verrières, Le Vieil-Dampierre, Vienne-la-Ville, Vienne-le-Château, Villers-en-Argonne, Ville-sur-Tourbe, Virginy, Voilemont. |
| Communes de la couronne | Meuse       | 8        | Baulny, Brizeaux, Le Claon, Futeau, Les Islettes, Lachalade, Montblainville, Le Neufour. |
| Communes de la couronne | Ardennes    | 3        | Autry, Condé-lès-Autry, Lançon. |

## Démographie
Cette aire est catégorisée dans les aires de moins de 50 000 habitants, une catégorie qui regroupe 12,2 % de la population au niveau national,.